# يوليوس روجر
يوليوس روجر (بالألمانية: Julius Roger)‏ هو عالم حشرات ألماني، ولد في 23 فبراير 1819 في نيدرشتوتسنغن في ألمانيا، وتوفي في 7 يناير 1865 في Sośnicowice ‏ في بولندا.